# Liste der Auslandsvertretungen San Marinos

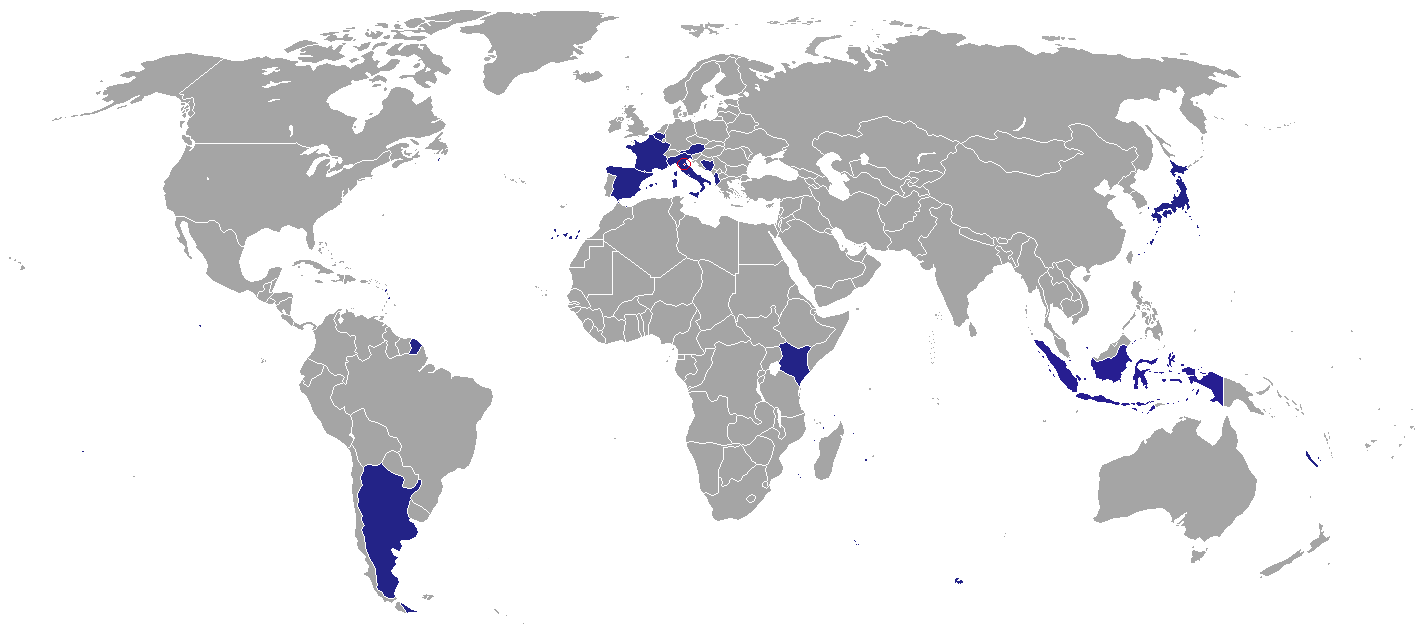
Standorte der diplomatischen Vertretungen San Marinos

Dies ist eine Liste der diplomatischen Vertretungen San Marinos. San Marino unterhält ein Netzwerk von 11 Botschaften weltweit.

## Diplomatische Vertretungen

### Asien
- Indonesien: Jakarta, Botschaft
- Japan: Tokio, Botschaft

### Europa
- Albanien: Tirana, Botschaft
- Belgien: Brüssel, Botschaft
- Bosnien und Herzegowina: Sarajevo, Botschaft, siehe auch: Bosnisch-herzegowinisch-san-marinesische Beziehungen
- Frankreich: Paris, Botschaft
- Italien: Rom, Botschaft
- Österreich: Wien, Botschaft
- Spanien: Madrid, Botschaft

### Nordamerika
- Vereinigte Staaten: New York, Botschaft

## Vertretungen bei internationalen Organisationen
- Europäische Union: Brüssel
- Europarat: Straßburg
- Vereinte Nationen: New York
- UNESCO: Paris
- Heiliger Stuhl: Rom, Botschaft